# Oxytropis sojakii
Oxytropis sojakii är en ärtväxtart som beskrevs av I.T. Vassilczenko. Oxytropis sojakii ingår i släktet klovedlar, och familjen ärtväxter. Inga underarter finns listade i Catalogue of Life.